# 宮城もち
夏実 もち（なつみ もち、1986年7月21日 - ）は、日本の女子プロレスラー。宮城県柴田郡柴田町出身。身長157cm、体重63kg。プロミネンスのメンバー。旧リングネームは宮城 もち。

## 所属
- アイスリボン（2010年 - 2021 ）
- プロミネンス（2022年 -  ）

## 経歴

### アイスリボン
2010年
- 12月22日、アイスリボン247・道場マッチにて、エキシビジョンマッチ（対都宮ちい）でリングデビュー。
- 12月25日、アイスリボン249・道場マッチにて、対しもうま和美戦で正式デビュー。

2011年
- 1月29日、アイスリボン259・道場マッチにて、つくしとのシングルマッチを制し初勝利。
- 2月25日、19時女子プロレス初参戦、対さくらえみ、都宮ちい組と対戦して敗れた（パートナーは藤本つかさ）。
- 3月21日、アイスリボン後楽園ホール大会、悲恋とシングルマッチを戦うもアンクルホールドで敗れる。
- 6月1日、アイスリボン272・道場マッチにて、さくらえみ&Rayが持つインターナショナル・リボンタッグ王座選手権で勝利、初戴冠した（パートナーは星ハム子）。
- 8月6日、アイスリボン312・道場マッチにて、趙雲子龍&大石真翔に奪われていたインターナショナル・リボンタッグ王座の奪回に成功。（パートナーは星ハム子）

2012年
- 1月7日、「仙台リボン」で地元凱旋。
- 1月9日、川佐ナナと組み、「JWPタッグリーグ・ザ・ベスト2012」参戦。このタッグリーグを最後に膝の負傷による長期欠場。

2014年
- 3月15日、志田光とのエキシビションマッチが決定。
- 3月30日、後楽園ホール大会で復帰。対戦相手は星ハム子となるも敗北。
- 10月、道場マッチにて復帰するまで働いていたOLを辞めプロレスに専念する事を宣言。
- 11月5日、道場マッチ中に右肩を脱臼、以降欠場。
- 12月28日、復帰。

2015年
- 1月4日、新宿FACEでタッグを組むはずの葛西純が試合当日欠場。葛西純はアイスリボンのリングでは松本都としかタッグを組まないと断言し代わりにとっておきのスゴい奴を連れてくると手紙を残す。風貌が葛西純似にている帯広が産んだチャラ男ことJUN（勿論、正体は葛西）とタッグを組む。
- 6月27日、藤本つかさと仙台リボンを開催。
- 9月20日、紫雷美央の引退興行M.l.Oにて福田洋率いるアメリカ軍、アジャ・コング、浜田文子、宮城もちでタッグを組み対するはフェアリー日本橋率いるフェアリミット軍、ダイナマイト・関西、石川修司、新田猫子という豪華な対戦カードが実現。
- 12月31日、後楽園ホール大会でICE×∞王座を奪取したばかりのハム子を急襲し挑戦を表明。

2016年
- 1月9日、ハム子の持つICE×∞王座に挑戦するも敗北。
- 2月14日、666主催小仲＝ペールワンプロデュース興行「レッスルマネヤ」にブル中野の真似ブル宮城として登場。パートナーはハクシーノブ（忍、白使（新崎人生）の真似）。対戦相手にジョン・マサシナ（竹田誠志、ジョン・シナの真似）・寧々デューサ（寧々∞D.a.i、メデューサの真似）。試合は寧々デューサからダイビング・ギロチンドロップで勝利。これがきっかけとなり、ブル中野本人からギロチンドロップを伝授され、5月4日横浜文化体育館大会にて実戦投入する。
- 6月25日、北沢リボンで初のハードコアマッチに藤田あかねと組んで参戦するも385都猿気違's（葛西純&松本都）に敗北。

2017年
- 1月29日、アイスリボン両国KFCホール大会にて豊田真奈美の持つトライアングルリボン王座に挑戦（もう一人は弓李）。豊田真奈美が弓李から勝利したことで王座獲得ならず。
- 4月15日、アイスリボン仙台大会「仙台リボン2017」にて世羅りさの持つICEx∞王座に挑戦したが敗北。王座獲得ならず。
- 5月28日、アイスリボン両国KFCホール大会にて柊くるみ＆つくしの持つインターナショナルリボンタッグ王座に星ハム子と挑戦し時間切れ引き分けとなる。引き分けのため王者側はベルト剥奪となった。
- 7月17日、アイスリボン横浜大会「横浜リボン2017・夏」にてインターナショナルリボンタッグ選手権試合次期挑戦者決定戦を藤本つかさ＆中島安里紗と行う（パートナーは星ハム子）。結果、勝利し次期挑戦権を獲得する。
- 9月3日、アイスリボン大阪大会「大阪リボン2017・秋」にて藤本つかさの持つトライアングルリボン王座に挑戦（もう一人は星ハム子）し敗北。王座獲得ならず。
- 10月29日、アイスリボン両国KFCホール大会にてインターナショナルリボンタッグ王座決定トーナメント決勝で世羅りさ＆雪妃真矢と対戦（パートナーは星ハム子）し敗北。王座獲得ならず。

2018年
- 2月24日、アイスリボン横浜大会「横浜リボン2018・Feb.」で「6人タッグかしましトーナメント」に柊くるみ、藤田あかねとの「フランクシスターズ」で出場した。トーナメント1回戦で世羅りさ、雪妃真矢、ジュリアの「アジュレボさん」と対戦し勝利。準決勝進出を果たす。
- 5月20日、アイスリボン仙台大会「仙台リボン2018」で「6人タッグかしましトーナメント」の準決勝に出場。星ハム子、藤本つかさ、松本都と対戦し勝利。決勝戦進出を果たす。
- 6月16日、アイスリボン大阪大会「大阪リボン2018Ⅱ」で「6人タッグかしましトーナメント」の決勝戦に出場。尾崎妹加、安納サオリ、本間多恵と対戦し勝利。トーナメント優勝を果たす。
- 7月1日、アイスリボン札幌大会「札幌リボン2018 Ⅱ」で世羅りさ＆雪妃真矢の持つインターナショナルリボンタッグ王座に挑戦（パートナーは星ハム子）し勝利する。第43代インターナショナルリボンタッグ王座保持者となった。
- 8月26日、アイスリボン横浜文化体育館大会でインターナショナルリボンタッグ王座戦を水波綾、大畠美咲と行い勝利。第43代王者として2度目の防衛を果たした。
- 10月8日、アイスリボン後楽園ホール大会でインターナショナルリボンタッグ王座戦を柊くるみ、つくしと行い勝利。第43代王者として3度目の防衛を果たした。
- 10月28日、アイスリボン両国KFCホール大会の「ICE×∞次期挑戦者決定トーナメント」1回戦で星いぶきと対戦し勝利する。2回戦進出を果たす。
- 11月3日、アイスリボン大阪大会「大阪リボン2018Ⅲ」のICE×∞次期挑戦者決定トーナメント2回戦で松本都と対戦し勝利。準決勝進出を果たす。
- 11月11日、世羅りさ地元凱旋大会『せらリボン4』でインターナショナルリボンタッグ王座戦を藤本つかさ、世羅りさと行い勝利。第43代王者として4度目の防衛を果たした。
- 11月24日、アイスリボン横浜大会「横浜リボン2018・Nov.」のICE×∞次期挑戦者決定トーナメント準決勝で尾崎妹加と対戦し敗北。決勝進出はならず。
- 12月31日、アイスリボン後楽園ホール大会「RIBBONMANIA2018」でインターナショナルリボンタッグ王座戦を弓李、尾崎妹加と行い敗北。第43代王者として5度目の防衛に失敗した。

2021年
- 6月13日世羅りさのプロデュース興行激核闘清2に植木嵩行と「ちゃんもち&ゆきたか」で出場。

相手は竹田誠志、鈴季すずの「よくばりガールとシザースボーイ」。
竹田誠志の凶器大きなハサミでロングヘアーを切られ今まででの人生で1番短いショートカットのヘアースタイルとなる。
- 12月1日、年内をもってアイスリボンを退団することが発表された。今後はともに退団する世羅りさ、柊くるみ、藤田あかね、鈴季すずとデスマッチやハードコア戦を中心としたユニット「プロミネンス」として活動する[2]。

### プロミネンス
2022年
- 1月29日、スターダムの名古屋大会にプロミネンス全員で殴り込みを掛け抗争が始まる。
- 2月18日プレ旗揚げ戦〜破〜にて正式な旗揚げ戦4月24日で改名することを発表。
- 4月24日、リングネームを「夏実もち」に改名[3]。

## 人物
- デビュー前はヘアスタイリストで、デビューを控えていた練習生（現・長野ドラミ）が怪我のためにデビューが延期になった影響もあり、練習生になってわずか20日という短期間でデビューを果たす。デビュー後はパワーファイターとして成長し、その「もっちりバディ」と宮城弁を生かした独特のキャラクターを発揮して、休場中だった星ハム子の穴を埋める存在となった。星ハム子が復帰した後は2人で「チームセクシー」を結成（チーム名は後に「らぶりーぶっちゃーず」へ変更）して活躍する。宮城県出身ということもあり、センダイガールズ勢との関係も深い。

- 2011年2月11日に行われた道場マッチではガングロスタイルで登場し、対戦した藤本つかさや松本都から「妖怪！」と罵られ、レフェリーを務めたミスター雁之助からは「反則だろ！」と言われ、大会後の座談会でパートナーのバンビから「またタッグを組んであげるから、その化粧はやめなさい」と諌められた。

- 2011年5月5日の後楽園大会を直前に控えた道場マッチ試合後の座談会では、後楽園大会のカードに出場を希望するダンスが得意な松本都や日本舞踊が得意な成宮真希に負けじと、本人が得意のパラパラを披露して、3人揃っての大会出場を決めた。

- 2015年5月7日にはミヤギテレビ『OH!バンデス』の定点中継先からのコーナーである「お絵描きしまSHOW!」に、同じく宮城県出身である藤本つかさと共に登場した。藤本が描いた絵から本人が1分以内に答えを当てるというもので、正解して6千円分の番組特製クオカードを獲得したが、その出演の中で本人は「実はまだお父さんにプロレスラーになったということを伝えていない」という事実を告白し、『OH!バンデス』を必ず見ているという父親へ向けて、「ごめんね～!」と明るく手を振って自身が今ではプロレスラーであるということを伝えていた。

- 2016年DDT所属のチェリーと飲む仲であると道場マッチで公言している。

- 10月9日の札幌リボンで大日本所属の植木嵩行とのシングルをきっかけに付き合っていることを、11月19日新木場大会（世羅りさプロデュース興行バースデーデスマッチ）の記者会見&公開秘密特訓にて発表。だが植木嵩行の隣に居たのは宮城もちのお面を被った宇藤純久であった。

- イメージカラーがオレンジから紫になった頃から「女子プロレス界の佐々木希」と会場内で呼ばれる。もち本人も自分が佐々木希であるということを認めるような発言をしている。

- 2016年からは不定期ではあるがハードコアマッチにも参入している。メインアイテムは紫のバラ鞭。

- 2017年7月に練習によるアキレス腱断裂の為、長期欠場。

- 愛犬家で犬を2匹飼っている。

- Mr.Children、陸上、野球観戦バスケットが好き。

- 選手に認められるほどの天然、ポンコツである。

- 2021年頃からサウナにハマりだし現在はレスラーの傍ら熱波師としてサウナ施設でも活躍。

- 2024年12月10日　日本のプロバスケットチームB.LEAGUE B1西地区所属の名古屋ダイヤモンドドルフィンズのホームゲームにて始球式であるフリースローセレモニーを行い見事成功。

## 入場曲
- 「FLASH BACK」

## タイトル歴
- 第16代・18代・43代・49代インターナショナルリボンタッグ王座（パートナーは星ハム子→柊くるみ）
- 第2代租税プロレスタッグ王座（パートナーは藤田あかね）
- 第32代デイリースポーツ認定女子タッグ王座（パートナーは柊くるみ）

## 得意技
- メタボリックサンド

スタイルズクラッシュと同型。主なフィニッシャーのひとつ。
- リバーススプラッシュ

主なフィニッシャーのひとつ。
- ダイビングギロチンドロップ

ブル中野から継承した技。主なフィニッシャーのひとつ。
- 棚からぼたもち

フロッグスプラッシュと同型。主なフィニッシャーのひとつ。
- もっちりバディシザース

ルーテーズプレスと同型。連続で繰り出す。
- うすDON

変形ヨーロピアンクラッチ
- うすDON2

うすDONから相手の腰を抱き込むようにしっかり抑え込む
- ずんだ餅クラッチ

変形ソラリーナ
- フェースクラッシャー
- DDT
- モンゴリアンチョップ
- バックドロップ

## メディア出演

### テレビ
- 時々迷々｢戦え！最強お父さん｣（2011年） - NHK教育
- 幸せ!ボンビーガール - 日本テレビ
- OH!バンデス - ミヤギテレビ
- 全力失踪（2017年10月） - NHK BSプレミアムのプレミアムドラマ枠で放送されたドラマ。第6回目の放送に女子プロレスラー「ドムドム朝子」役で出演。

### ウェブテレビ
- セレクト女子〜優柔不断な私にドロップキック〜（2019年2月1日配信開始、YouTube、ALPHABOAT） - 不安 役[4]

### MV
- いきものがかり（2016年10月） - ラブとピース!
- t-Ace feat.夫2（般若）&夫3（NORIKIYO）（2016年9月）- グズな極み夫  嫁1役

### 映画
- ｢エル・シュリケンvs悪魔の発明」(2017年5月公開) 監督・脚本、後藤ひろひと

### ラジオ
- Morning Brush - エフエム仙台
- ラジプロ  - HBCラジオ
- 宮城もちのずんどこべろんちょ（2018年1月15日 - ） - 市川うららFM(83.0MHz)にてパーソナリティとして出演。毎月第3週目月曜日の18時30分から19時までの放送。現在は放送終了。

### 舞台
- 劇団水色革命19回公演｢マイバラード」(2019年10月17日〜20日 新宿スターフィールドにて上演)　脚本・演出：世羅りさ、企画・制作：劇団水色革命

### 雑誌
- 週刊プロレス
- 東京グラフィティ